# ديمتري بشكيروف
ديمتري بشكيروف (بالروسية: Дми́трий Алекса́ндрович Башки́ров؛ 1 نوفمبر 1931 - 7 مارس 2021) كان عازف بيانو روسي ومدرسًا أكاديميًا. تدرب في مسقط رأسه تبليسي وفي موسكو، وبدأ مسيرته المهنية كعازف منفرد عندما فاز بمسابقة مارغريت لونغ بيانو في باريس عام 1955. قام بالتدريس في معهد موسكو الموسيقي من 1957 إلى 1991، وفي كلية الملكة صوفيا للموسيقى في مدريد من عام 1991 إلى عام 2021. درس أيضًا كضيف في معاهد موسيقية دولية أخرى ويعتبر ممثلًا لمدرسة البيانو الروسية.